# Armenia ai XX Giochi olimpici invernali
L'Armenia ha partecipato ai XX Giochi olimpici invernali di Torino, che si sono svolti dal 10 al 26 febbraio 2006, con una delegazione di 5 atleti.

## Pattinaggio di figura
| Gara              | Atleta                               | Obbligatorio | Obbligatorio | Breve/Originale | Breve/Originale | Libero | Libero | Totale | Totale |
| Gara              | Atleta                               | Punti        | Pos.         | Punti           | Pos.            | Punti  | Pos.   | Punti  | Pos.   |
| ----------------- | ------------------------------------ | ------------ | ------------ | --------------- | --------------- | ------ | ------ | ------ | ------ |
| Danza su ghiaccio | Anastasija Grebënkina Vazgen Azrojan | 24,28        | 22           | 43,83           | 20              | 69,88  | 21     | 137,99 | 20     |

## Sci alpino
| Gara   | Atleta             | 1° manche | 2° manche | Tempo totale | Posizione |
| ------ | ------------------ | --------- | --------- | ------------ | --------- |
| Slalom | Abraham Sarkakhyan | 1'10"69   | 1'05"52   | 2'16"21      | 45        |

## Sci di fondo
| Gara                   | Atleta             | Tempo d'arrivo | Posizione   |
| ---------------------- | ------------------ | -------------- | ----------- |
| 15 km tecnica classica | Edmond Khachatryan | 47'37"8        | 82          |
| 15 km tecnica classica | Hovhannes Sargsyan | 50'45"7        | 88          |
| 50 km tecnica libera   | Edmond Khachatryan | non partito    | non partito |
| 50 km tecnica libera   | Hovhannes Sargsyan | non partito    | non partito |

| Gara             | Atleta                                | Qualificazioni | Qualificazioni | Quarti di finale | Quarti di finale | Semifinali | Semifinali | Finale | Finale    |
| Gara             | Atleta                                | Tempo          | Pos.           | Tempo            | Pos.             | Tempo      | Pos.       | Tempo  | Posizione |
| ---------------- | ------------------------------------- | -------------- | -------------- | ---------------- | ---------------- | ---------- | ---------- | ------ | --------- |
| Individuale      | Edmond Khachatryan                    | 2'49"80        | 80             | Non qualificato  | Non qualificato  |            |            |        |           |
| Individuale      | Hovhannes Sargsyan                    | 2'47"68        | 79             | Non qualificato  | Non qualificato  |            |            |        |           |
| Sprint a squadre | Edmond Khachatryan Hovhannes Sargsyan | Non finito     | Non finito     |                  |                  |            |            |        |           |